# Eddie Rips Up the World Tour
Eddie Rips Up the World Tour fue una gira mundial de la banda Iron Maiden en 2005, para promocionar la salida del DVD de la banda llamado The Early Days. El set list contenía canciones desde el álbum debut de 1980 hasta Piece of Mind (1983).
El 9 de julio se dio el show final de la gira europea en Ullevi Stadium, en Gothenburg, Suecia. Este fue trasmitido en vivo desde la televisión nacional sueca y la radio.
El 20 de agosto de 2005 dieron un show en el Hyundai Pavilion, en San Bernardino, California, como parte del Ozzfest de 2005. Por las críticas realizadas por Bruce Dickinson hacia Ozzy Osbourne por usar un Autocue en su show, la esposa de Ozzy, Sharon, y su hija Kelly contrataron varios miembros del equipo técnico y miembros de otras bandas para "arruinar" el set de Iron Maiden, arrojándole huevos a la banda y corriendo en el escenario con una bandera con el lema "Don't Fuck with Ozzy" (No molesten con Ozzy). Además, Sharon apagó el sistema eléctrico varias veces, sacándole la energía al micrófono de Dickinson y a los instrumentos de la banda. Al final del show, Sharon ingresó en escena con los miembros del equipo técnico, y comunicó que amaba a Iron Maiden, pero que Dickinson era un "torpe".
Después del show, el mánager de Iron Maiden, Rod Smallwood, inició acciones legales por los hechos ocurridos.

## Bandas soporte
Mastodon, DragonForce, Dream Theater, Marilyn Manson y Turbonegro.

## Lista de canciones
| Número | Canción                   | Álbum                   | Año  |
| ------ | ------------------------- | ----------------------- | ---- |
| 01     | Intro: The Ides Of March  | Killers                 | 1981 |
| 02     | Murders In The Rue Morgue | Killers                 | 1981 |
| 03     | Another Life              | Killers                 | 1981 |
| 04     | Prowler                   | Iron Maiden             | 1980 |
| 05     | The Trooper               | Piece of Mind           | 1983 |
| 06     | Remember Tomorrow         | Iron Maiden             | 1980 |
| 07     | Where Eagles Dare         | Piece of Mind           | 1983 |
| 08     | Run to the Hills          | The Number of the Beast | 1982 |
| 09     | Revelations               | Piece of Mind           | 1983 |
| 10     | Wrathchild                | Killers                 | 1981 |
| 11     | Die With Your Boots On    | Piece of Mind           | 1983 |
| 12     | Phantom Of The Opera      | Iron Maiden             | 1980 |
| 13     | The Number Of The Beast   | The Number of the Beast | 1982 |
| 14     | Hallowed Be Thy Name      | The Number of the Beast | 1982 |
| 15     | Iron Maiden               | Iron Maiden             | 1980 |
| 16     | Running Free              | Iron Maiden             | 1980 |
| 17     | Drifter                   | Killers                 | 1981 |
| 18     | Sanctuary                 | Iron Maiden             | 1980 |

### Canciones solo tocadas en algunas ocasiones
| Número | Canción              | Álbum       | Año  |
| ------ | -------------------- | ----------- | ---- |
| 19     | Charlotte The Harlot | Iron Maiden | 1980 |

## Listado de shows

### Europa (mayo/julio)
| Fecha               | Ciudad      | País            | Lugar                    |
| ------------------- | ----------- | --------------- | ------------------------ |
| Europa              |             |                 |                          |
| 28 de mayo de 2005  | Praga       | República Checa | T-Mobile Arena           |
| 29 de mayo de 2005  | Chorzów     | Polonia         | Mystic Festival          |
| 31 de mayo de 2005  | Graz        | Austria         | Stadthalle               |
| 4 de junio de 2005  | Nürburgring | Alemania        | Rock am Ring             |
| 5 de junio de 2005  | Núremberg   | Alemania        | Rock im Park             |
| 7 de junio de 2005  | Reikiavik   | Islandia        | Egilshöll                |
| 11 de junio de 2005 | Bolonia     | Italia          | Gods of Metal            |
| 12 de junio de 2005 | Zürich      | Suiza           | Spirit of Music Festival |
| 16 de junio de 2005 | Lisboa      | Portugal        | Pavilhão Atlântico       |
| 18 de junio de 2005 | Murcia      | España          | Lorca Rock Festival      |
| 21 de junio de 2005 | Atenas      | Grecia          | Terra Vibe Park          |
| 25 de junio de 2005 | París       | Francia         | Parc des Princes         |
| 26 de junio de 2005 | Dessel      | Bélgica         | Graspop Metal Meeting    |
| 28 de junio de 2005 | Oslo        | Noruega         | Oslo Spektrum            |
| 29 de junio de 2005 | Oslo        | Noruega         | Oslo Spektrum            |
| 2 de julio de 2005  | Leipzig     | Alemania        | With Full Force          |
| 3 de julio de 2005  | Weert       | Países Bajos    | Bospop                   |
| 6 de julio de 2005  | Helsinki    | Finlandia       | Hartwall Areena          |
| 7 de julio de 2005  | Helsinki    | Finlandia       | Hartwall Areena          |
| 9 de julio de 2005  | Gotemburgo  | Suecia          | Ullevi Stadium           |

### Norteamérica-Ozzfest (julio/agosto)
| Fecha                | Ciudad                      | País           | Lugar                              | Tickets vendidos | Tickets en venta | Porcentaje de ventas |
| -------------------- | --------------------------- | -------------- | ---------------------------------- | ---------------- | ---------------- | -------------------- |
| 15 de julio de 2005  | Mansfield, Massachusetts    | Estados Unidos | Tweeter Center                     | 20,100           | 20,100           | 100%                 |
| 16 de julio de 2005  | Ciudad de Quebec, Quebec    | Canadá         | Colisée Pepsi                      |                  |                  |                      |
| 17 de julio de 2005  | Hartford, Connecticut       | Estados Unidos | New England Dodge Music Center     | 20,430           | 24,000           | 85%                  |
| 19 de julio de 2005  | Camden, Nueva Jersey        | Estados Unidos | Tweeter Center at the Waterfront   | 23,655           | 25,371           | 93%                  |
| 21 de julio de 2005  | Darien, Nueva York          | Estados Unidos | Darien Lake Performing Arts Center | 15,044           | 21,800           | 69%                  |
| 23 de julio de 2005  | Burgettstown, Pensilvania   | Estados Unidos | Post-Gazette Pavilion              | 21,526           | 23,085           | 93%                  |
| 24 de julio de 2005  | Bristow, Virginia           | Estados Unidos | Nissan Pavilion                    | 18,803           | 20,975           | 90%                  |
| 26 de julio de 2005  | Holmdel, Nueva Jersey       | Estados Unidos | PNC Bank Arts Center               | 12,059           | 17,000           | 71%                  |
| 27 de julio de 2005  | Holmdel, Nueva Jersey       | Estados Unidos | PNC Bank Arts Center               | 12,060           | 17,000           | 71%                  |
| 30 de julio de 2005  | Tinley Park, Illinois       | Estados Unidos | Tweeter Center                     | 20,794           | 28,644           | 73%                  |
| 31 de julio de 2005  | Noblesville, Indiana        | Estados Unidos | Verizon Wireless Music Center      | 20,038           | 24,204           | 83%                  |
| 2 de agosto de 2005  | Columbus, Ohio              | Estados Unidos | Germain Amphitheatre               | 14,606           | 20,000           | 73%                  |
| 3 de agosto de 2005  | Toronto, Ontario            | Canadá         | Molson Amphitheatre                |                  |                  |                      |
| 4 de agosto de 2005  | Clarkston, Míchigan         | Estados Unidos | DTE Energy Music Theatre           | 17,202           | 17,202           | 100%                 |
| 6 de agosto de 2005  | East Troy, Wisconsin        | Estados Unidos | Alpine Valley Music Theatre        | 20,575           | 35,072           | 59%                  |
| 7 de agosto de 2005  | Somerset, Wisconsin         | Estados Unidos | Float-Rite Amphitheater            |                  | (Cancelado)      |                      |
| 9 de agosto de 2005  | Greenwood Village, Colorado | Estados Unidos | Coors Amphitheater                 | 4,953            | 14,800           | 33%                  |
| 11 de agosto de 2005 | Auburn, Washington          | Estados Unidos | White River Amphitheatre           | 16,923           | 19,536           | 87%                  |
| 13 de agosto de 2005 | Mountain View, California   | Estados Unidos | Shoreline Amphitheatre             | 19,623           | 22,000           | 89%                  |
| 14 de agosto de 2005 | Marysville, California      | Estados Unidos | Sleep Train Amphitheater           |                  | (Cancelado)      |                      |
| 15 de agosto de 2005 | Marysville, California      | Estados Unidos | Sleep Train Amphitheater           | 11,709           | 18,500           | 63%                  |
| 16 de agosto de 2005 | West Valley City, Utah      | Estados Unidos | USANA Amphitheatre                 |                  | (Cancelado)      |                      |
| 18 de agosto de 2005 | Phoenix, Arizona            | Estados Unidos | Cricket Wireless Pavilion          | 16,430           | 20,151           | 82%                  |
| 20 de agosto de 2005 | San Bernardino, California  | Estados Unidos | Hyundai Pavilion                   | 46,078           | 46,843           | 98%                  |

### Reino Unido-Irlanda (agosto/septiembre)
| Fecha                   | Ciudad  | País        | Lugar                |
| ----------------------- | ------- | ----------- | -------------------- |
| Reino Unido             |         |             |                      |
| 26 de agosto de 2005    | Leeds   | Reino Unido | Festival de Leeds    |
| 28 de agosto de 2005    | Reading | Reino Unido | Festival de Reading  |
| 30 de agosto de 2005    | Dublín  | Irlanda     | Royal Dublin Society |
| 2 de septiembre de 2005 | Londres | Reino Unido | Hammersmith Apollo   |